# Ašur-nadin-šumi
Ašur-nadin-šumi  je bil kralj iz Desete babilonske dinastije, ki je vladal od leta 700 do  694 pr. n. št., * ni znano,  † 694 pr. n. št.

## Zgodovina
Bil je sin asirskega kralja Sanheriba. Za kralja Babilonije ga je kot asirskega kronskega princa postavil oče okoli leta 700 pr. n. št. Ko je Sanherib leta Leta 694 pr. n. št. med zasledovanjem kaldejskih upornikov napadel južni Elam,  so Elamiti izkoristili priložnost in napadli Babilonijo. Ašur-nadin-šumija so ujeli in odpeljali v Elam, kjer so ga verjetno ubili.

## Sklic
1. ↑  Bertman, Stephen: Handbook to Life in Ancient Mesopotamia, Oxford University Press, 2005, ISBN 9780195183641.

| Ašur-nadin-šumi Deseta babilonska dinastija Rojen: ni znano Umrl: 694 pr. n. št. |                                      |                          |
| Vladarski nazivi                                                                 |                                      |                          |
| Predhodnik: Bel-ibni                                                             | Kralj Babilonije 700–694 pr. n. št.. | Naslednik: Nergal-ušezib |